# Pablo Pacheco
Pablo Pacheco (ur. 22 czerwca 1908 w Callao, zm. 2 maja 1982) – peruwiański piłkarz, reprezentant kraju, grający na pozycji napastnika.

## Kariera piłkarska
Pacheco swoją przygodę z futbolem rozpoczynał w Club Sportivo Jorge Chávez. W 1927 wyjechał do Argentyny, gdzie występował w Unión Buenos Aires. Od 1928 reprezentował barwy Universitario de Deportes. 
Wraz z zespołem zdobył w 1929 pierwsze w historii klubu mistrzostwo Primera División Peruana. Kiedy Universitario w 1928 występowało po raz pierwszy w Primera División Peruana, Pacheco strzelił zwycięskiego gola w meczu przeciwko Alianza Lima. Jak się okazało, była to pierwsza w historii bramka w rywalizacji nazywanej Peruvian Clásico. 
W Universitario występował do 1932, po czym powrócił do macierzystego Club Sportivo Jorge Chávez. W tej drużynie w 1935 zakończył karierę piłkarską. 
W 1930 został powołany przez trenera Francisco Bru na Mistrzostwa Świata. Podczas turnieju pełnił rolę zawodnika rezerwowego. Nie był powoływany na żaden turniej z cyklu Copa América, nigdy też nie udało mu się zadebiutować w reprezentacji. 

## Sukcesy
Universitario de Deportes
- Mistrzostwo Primera División Peruana (1): 1929